# Brownse motor
Een brownse motor is een theoretische motor uit de nanotechnologie die gebruikmaakt van de brownse beweging. Het is een apparaat op nano-schaal waar viscositeit  en thermische ruis overheersen, een moleculaire motor, die een chemische reactie kan laten gebeuren of iets in beweging kan zetten. 
Vele moleculaire motoren in de celbiologie die uit eiwitten bestaan zijn mogelijk brownse motoren, die ATP omzetten in bewegingsenergie.